# 许杰 (馆长)
许杰（英語：Jay Xu，1963年—），男，上海人，美籍华人，旧金山亚洲艺术博物馆馆长。也是美国大型博物馆的首位华裔馆长。

## 生平
1963年出生于上海一个工人家庭，1983年毕业于上海大学，之后在上海博物馆担任马承源馆长秘书，赶上的首个展览就是上海博物馆的“六千年的中国艺术”中国古代文明展要去亚洲艺术博物馆布展。后因工作原因接触前来上海进行学术交流的普林斯顿大学教授罗伯特·贝格利，1990年他申请到奖学金后前往美国留学，师从罗伯特·贝格利，先后获得普林斯顿大学中国早期艺术考古硕士和博士学位。毕业之后进入纽约大都会博物馆任职，1996年至2003年担任西雅图艺术博物馆中国艺术部策展人，2003年至2006年担任芝加哥艺术博物馆亚洲艺术部主席。2006年进入旧金山亚洲艺术博物馆担任亚洲和古代艺术馆部主席，2008年3月升任馆长。

## 荣誉
2010年被选为百人会会员，2015年被选为美国文理科学院院士。

## 著作
- (合著)《Emperors' Treasures: Chinese Art from the National Palace Museum, Taipei》，2016年，亚洲艺术博物馆出版社，ISBN 9780939117734[4]